# برونو ناسيمينتو
برونو ناسيمينتو (30 مايو 1991 في البرازيل - ) هو لاعب كرة قدم برازيلي في مركز الدفاع. لعب مع إشتوريل برايا ونادي تونديلا ونادي كولن وDesportivo Brasil ‏.

## وصلات خارجية
- برونو ناسيمينتو على موقع قاعدة بيانات كرة القدم.إي يو (الإنجليزية)
- برونو ناسيمينتو على موقع بيانات كرة القدم. دي إي (الألمانية)
- برونو ناسيمينتو على موقع Soccerway.com (الإنجليزية)
- برونو ناسيمينتو على موقع عالم كرة القدم.نت (الإنجليزية)
- برونو ناسيمينتو على موقع AS.com (الإسبانية)